# Иудаизм на Украине
Иудаизм на Украине — религия евреев, проживающих на Украине.

## История
Наистарейшие свидетельства об иудеях на современной территории Украины восходят I веку н. э. До IX—X веков можно найти упоминания о еврейских купцах, посещавших славянские земли. Хотя Владимир Великий и отверг предложение принять иудаизм, присутствие его сторон при княжеском дворе, их статус, равный послам Рима и Византии, свидетельствуют об определённом влиянии иудаизма на Руси. Очевидно и полемика, которую вёл митрополит Иларион Киевский с иудаизмом, была вполне толерантной. В 11-13 вв. на Украине работали известные талмудисты и знатоки Каббалы Моисей Киевский, Иса Черниговский, Исаак Русский. Заметные позиции занимали евреи в Галицко-Волынском княжестве. Мощное развитие иудаизма на Украине связано с прибытием сюда евреев из Германии, изгнанных императором Максимилианом. 1356 приходится древнейшим упоминание о еврейской общины во Львове, 1404 — в Дрогобыче, 1410 — в Луцке и др. городах. После Люблинской унии 1569 году община евреев на Украине расширилась, например в 16 веке они уже построили большое количество синагог. Трагедия украинского еврейства в 17-18 вв. способствовала развитию хасидизма. Религиозная жизнь евреев Украины происходила на фоне различных ограничений, гонений со стороны духовенства и так называемых «кровавых наветов» — обвинений в использовании крови христиан в ритуальных целях. С 19 века среди еврейской интеллигенции усиливается движение за переустройство традиций «талмудической архаики», широкое просвещение и реформу иудаизма, которая, однако, не получила на Украине значительного распространения.
После установления на Украине советской власти подавляющее большинство религиозных общин было запрещено, а их имущество разграблено. В начале 1920-х годов почти все ведущие раввины и цадики покинули Советскую Украину. В конце 1922 те раввины, которые остались на территории СССР (образован в декабре 1922), создали организацию «Ваад рабаней СССР». Благодаря её деятельности иудейская религиозная жизнь в СССР частично возродилась. В 1933 году организация «Ваад рабаней СССР» была запрещена, а её руководители были высланы за границу. Началась новая волна преследований иудейских религиозных общин, продолжавшаяся до начала Второй мировой войны. Во время немецкой оккупации было уничтожено по меньшей мере 1,6 млн евреев Украины, что составляет примерно 60 % от их довоенного количества. После войны советская власть продолжала политику репрессий и строгих ограничений в отношении иудаизма. По состоянию на 1991 год на Украине действовали только 14 синагог. После распада СССР благодаря помощи Израиля и общин диаспоры и благоприятной политике власти иудейские общины начали возрождаться и развиваться. Сейчас на Украине существует 240 иудейских общин.

## Религиозное образование иудеев Украины
Согласно традиции, иудейские учебные заведения посещали только мальчики. Девочки учились дома. Начальное 7-летнее образование еврейские мальчики получали с 6 лет в школах, называвшихся хедерами (комната на древнееврейском). Там они осваивали язык, на котором были написаны святые тексты — древний иврит (в быту общались на идише, языке немецкого происхождения), обучались чтению, письму и арифметике, изучали текст Торы. Учителей хедеров называли меламедами. После завершения курса хедера юноши, которые имели такую возможность, продолжали образование в высших школах — иешивах. Там они изучали главным образом Талмуд, Шулхан арух и Тору с комментариями к этим сакральным текстам, а также дидактическую Раввинскую литературу. В некоторых иешивах некоторое время отводилось на углубленное изучение Танаха. Обучение продолжалось до бракосочетания, происходившего обычно в возрасте 18-20 лет. Некоторые из учеников за счет общины или частных спонсоров продолжали обучение всю жизнь. Весьма распространенными на Украине были заведения, называвшиеся бейт-мидраш (дом учения). В нём иудеи изучали классические тексты в свободное от работы время по собственному желанию. В современной Украине существуют иудейские школы, где наряду с обычными предметами изучаются Тора и Мишна. Школы посещают мальчики и девочки, но они учатся отдельно. В ортодоксальных иешивах, как в древности, учатся только юноши, а в заведениях реформистов — и юноши, и девушки.

## Руководство религиозных общин

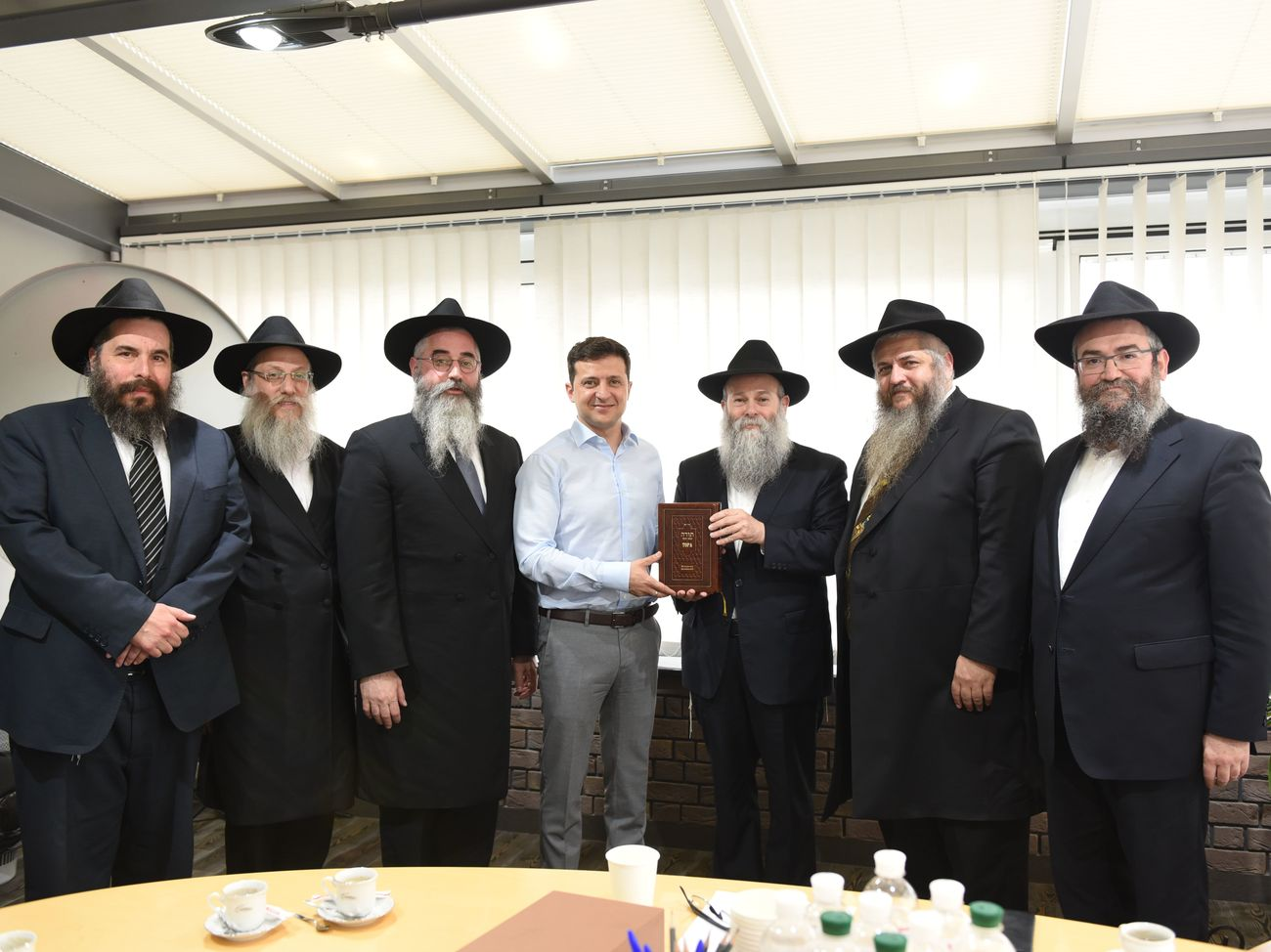
Владимир Зеленский и раввины 2019 год

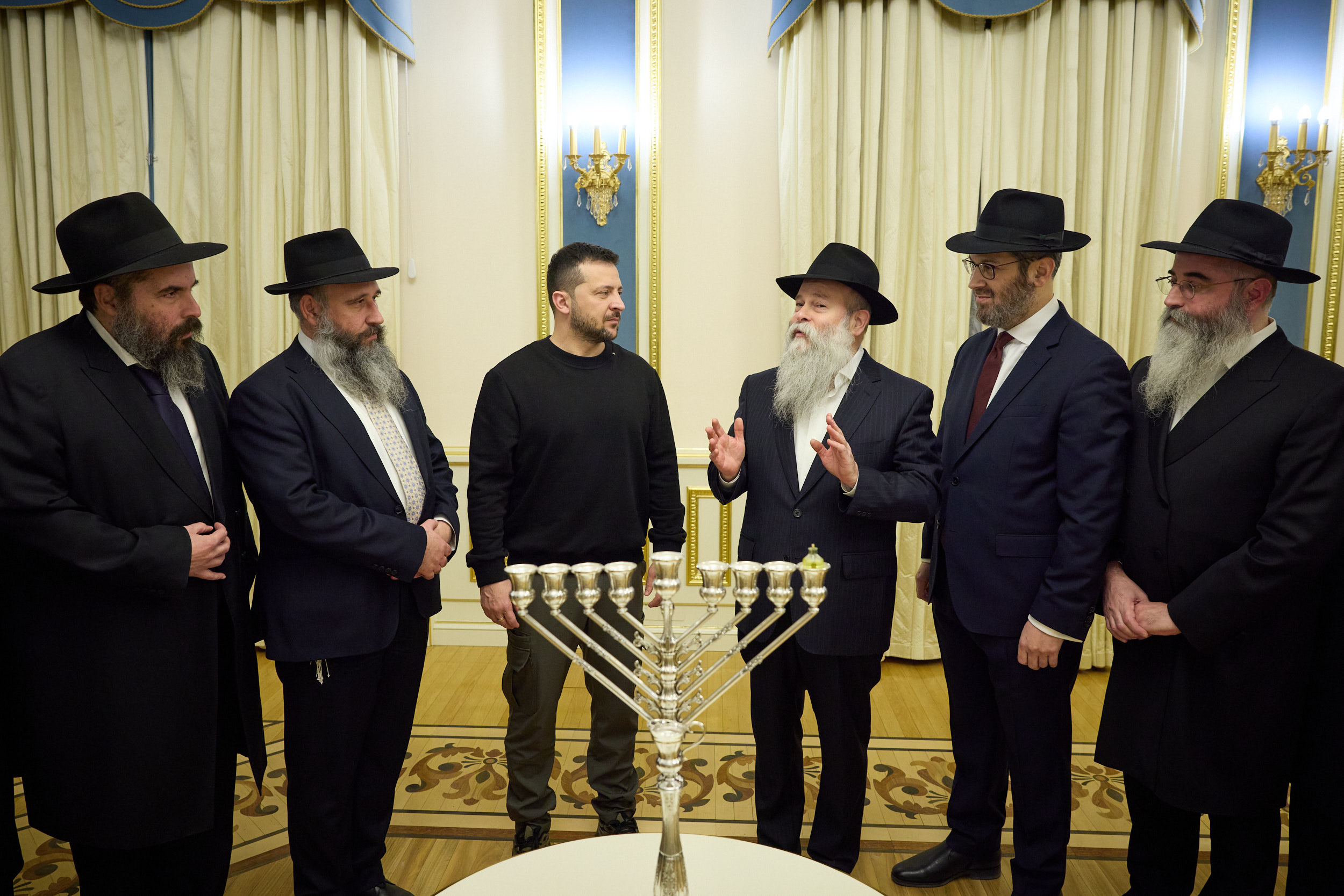
Зеленский и раввины 2023 год

Обычно на должность главы религиозной общины — раввина — совет старейшин приглашает иудея, получившего надлежащее образование и хорошо разбирающегося в Талмуде и Шулхан арухе. Раввин подписывает контракт с общиной на 3 года. Настоящее соглашение может быть продлено после завершения срока его действия по соглашению сторон. К обязанностям раввина относится надзор за соблюдением общиной религиозного закона, руководство учебными заведениями и религиозным судом. Лишь дважды в год, в субботу накануне Песахи и в субботу накануне Йом-кипура, он провозглашает проповедь перед сообществом. В остальные субботы и праздники произносить народу слово Божие был обязан магид (проповедник), с которым община также заключает соглашение на определённый срок. В общинах хасидов обязанности магиды исполняет цадик. Хозяйственными делами синагоги руководит избранный габай (староста). В современной Украине должности раввинов, как правило, занимают представители иностранных общин, поскольку пока что местные иудеи недостаточно знакомы с религиозными традициями, что было вызвано целенаправленной борьбой советских властей против религии. Проповеди в основном провозглашают сами раввины или наиболее образованные члены общины. Раввинам помогают управлять общиной габаи, которые назначаются или избираются из числа местных иудеев.